# 26 de abril
26 de abril é o 116.º dia do ano no calendário gregoriano (117.º em anos bissextos). Faltam 249 dias para acabar o ano.

## Eventos históricos

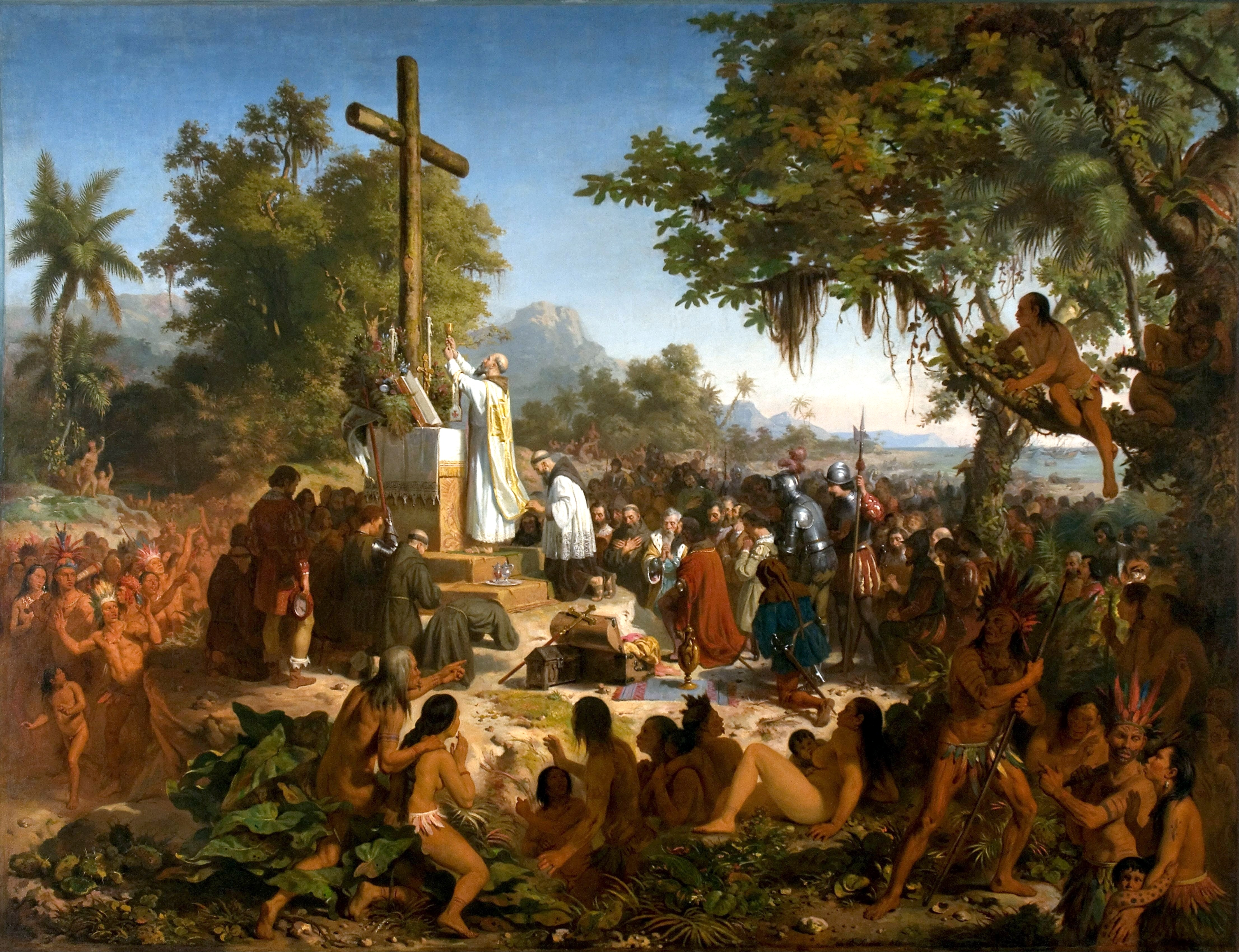
1500: Primeira missa no Brasil

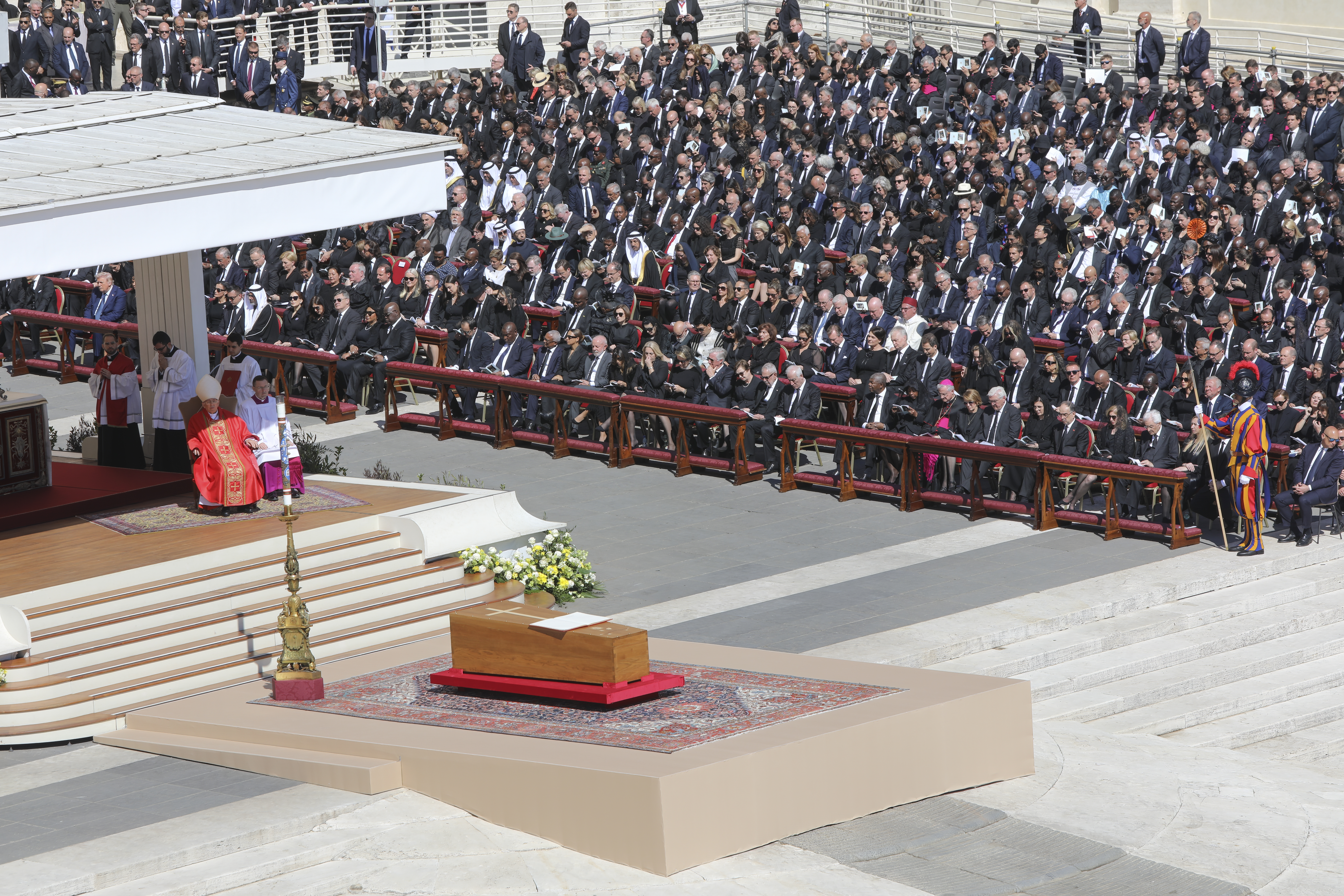
2025: Funeral do Papa Francisco

- 1336 — Francesco Petrarca sobe até ao cimo do Monte Ventor.
- 1478 — Conspiração dos Pazzi, onde a família Pazzi atacou Lourenço de Médici e matou o seu irmão, Juliano, durante a missa da Páscoa.
- 1500 — Realizada a primeira missa no Brasil pelo Frei Henrique de Coimbra, O.F.M.
- 1564 — O dramaturgo William Shakespeare é batizado em Stratford-upon-Avon, Inglaterra.
- 1599 — Francisco Maria II Della Rovere casa-se com a prima, Lívia Della Rovere, em Urbania, na atual Itália.
- 1721 — Um grande terremoto devasta a cidade iraniana de Tabriz.
- 1802 — O cônsul da França, Napoleão Bonaparte, assina uma anistia geral para permitir que quase mil dos emigrados mais notórios da Revolução Francesa retornem à França.[1]
- 1803 — Milhares de fragmentos de meteoros caem dos céus de L'Aigle, França; o evento convence os cientistas europeus de que os meteoros existem.
- 1805 — Primeira Guerra Bárbara: Fuzileiros Navais dos Estados Unidos capturaram Derne sob o comando do primeiro-tenente Presley O'Bannon.
- 1821 — O Rei Dom João VI embarca de volta com a Corte portuguesa para Portugal, deixando como seu regente no Brasil o seu filho o príncipe Dom Pedro de Alcântara.
- 1865 — Guerra Civil dos Estados Unidos: Soldados legalistas da cavalaria da União encurralam e matam a tiros John Wilkes Booth, assassino do presidente dos Estados Unidos, Abraham Lincoln, na Virgínia.
- 1900 — Incêndios destroem as cidades canadenses Ottawa e Hull, reduzindo-as a cinzas em 12 horas. Sete pessoas morreram e quinze mil ficaram desabrigadas, 14% da população de Ottawa e 42% de Hull.[2]
- 1915 — Primeira Guerra Mundial: a Itália assina secretamente o Tratado de Londres comprometendo-se a se juntar às Potências Aliadas.[3]
- 1917 — Assinatura do Acordo de Saint-Jean-de-Maurienne, sobre a futura partilha do Império Otomano entre alguns dos Aliados da Primeira Guerra Mundial.
- 1925 — Paul von Hindenburg derrota Wilhelm Marx no segundo turno das eleições presidenciais alemãs para se tornar o primeiro chefe de estado eleito diretamente da República de Weimar.
- 1933
  - Fundação da Gestapo, a força policial secreta oficial da Alemanha nazista.
  - A Alemanha nazista emite a Lei Contra a Superlotação em Escolas e Universidades, limitando o número de estudantes judeus que podem frequentar escolas públicas e universidades.[4]
- 1937 — Guerra Civil Espanhola: Guernica é bombardeada pela Luftwaffe (força aérea alemã).
- 1944 — Georgios Papandreou torna-se chefe do governo grego no exílio baseado no Egito.
- 1952 — Publicada a primeira edição da revista Manchete, da Bloch Editores.
- 1954
  - Início da Conferência de Genebra, um esforço para restaurar a paz na Indochina e na Coreia.
  - Os primeiros ensaios clínicos da vacina contra a poliomielite de Jonas Salk começam no Condado de Fairfax, Estados Unidos.
- 1956 — SS Ideal X, o primeiro navio porta-contêineres de sucesso do mundo, deixa Port Newark, Nova Jersey, para Houston, Texas.
- 1960 — Forçado pela Revolução de Abril, o presidente sul-coreano Syngman Rhee renuncia após doze anos de governo ditatorial.
- 1962
  - A sonda da NASA, Ranger 4, se despedaça no lado oculto da Lua.
  - O Reino Unido lança seu satélite Ariel 1, se tornando o terceiro país a operar um satélite, após os Estados Unidos e a União Soviética.
- 1964 — Tanganica e Zanzibar fundem-se para formar a Tanzânia.
- 1965 — Inaugurada no Rio de Janeiro a TV Globo, que se tornaria a Rede Globo de Televisão.
- 1966 — Sismo de Tasquente destrói grande parte da atual capital do Usbequistão, na época uma das repúblicas da União Soviética, provocando a morte de centenas de pessoas e 300 000 desalojados.
- 1970 — Entra em vigor a Convenção para o Estabelecimento da Organização Mundial da Propriedade Intelectual.
- 1973 — Os presidentes Emílio Garrastazu Médici do Brasil e Alfredo Stroessner do Paraguai, em Brasília, assinam o Tratado de Itaipu para o aproveitamento hidrelétrico conjunto do Rio Paraná.
- 1986 — Acidente nuclear de Chernobil ocorre na União Soviética.
- 1989
  - O tornado mais mortal conhecido atinge o centro de Bangladesh, matando mais de 1 300, ferindo 12 000 e deixando até 80 000 desabrigados.
  - O Diário do Povo publica o Editorial de 26 de abril que inflama os protestos nascentes da Praça da Paz Celestial.
- 1993 — O ônibus espacial Columbia é lançado na missão STS-55 para realizar experimentos a bordo do módulo Spacelab.
- 1994
  - O voo 140 da China Airlines cai no aeroporto de Nagoya, no Japão, matando 264 das 271 pessoas a bordo.
  - A África do Sul inicia sua primeira eleição multirracial, vencida pelo Congresso Nacional Africano de Nelson Mandela.
- 2005 — Ocupação do Líbano pela Síria: sob pressão internacional, a Síria retira os últimos 14 000 militares do Líbano, terminando assim com 29 anos de ocupação militar desse país.
- 2012 — Ex-presidente liberiano Charles Taylor é condenado por crimes de guerra durante a Guerra Civil de Serra Leoa.
- 2015 — Nursultan Nazarbayev é reeleito presidente do Cazaquistão com 97,7% dos votos.
- 2025 — É realizado na Praça de São Pedro, no Vaticano, o funeral do Papa Francisco, na presença de mais de 200 mil pessoas, incluindo fiéis, cardeais e chefes de estado.

## Nascimentos

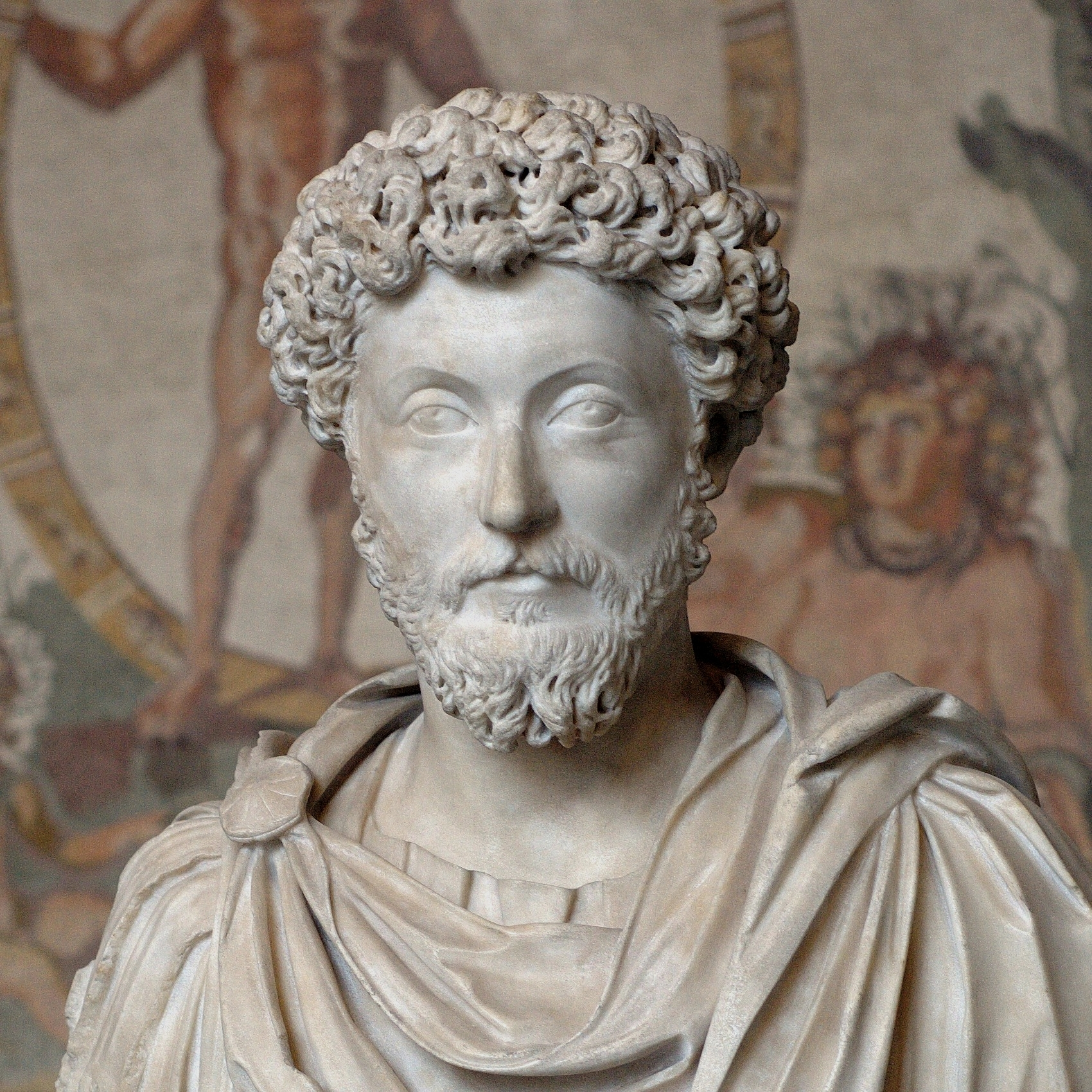
Marco Aurélio

### Anterior ao século XIX

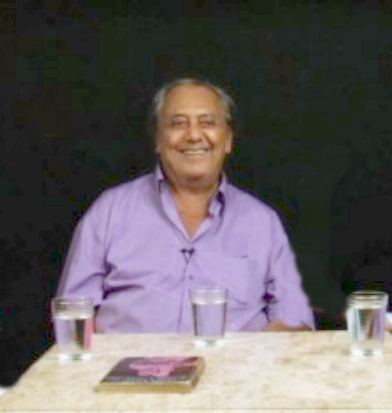
Agildo Ribeiro

- 0121 — Marco Aurélio, imperador romano (m. 180).
- 1319 — João II de França (m. 1364).
- 1575 — Maria de Médici (m. 1642).
- 1648 — Pedro II de Portugal (m. 1706).
- 1710 — Thomas Reid, filósofo britânico (m. 1796).
- 1721 — Guilherme, Duque de Cumberland (m. 1765).
- 1774 — Christian Leopold von Buch, geólogo e paleontólogo alemão (m. 1853).
- 1785 — John James Audubon, naturalista e ilustrador norte-americano (m. 1851).
- 1798 — Eugène Delacroix, pintor francês (m. 1863).

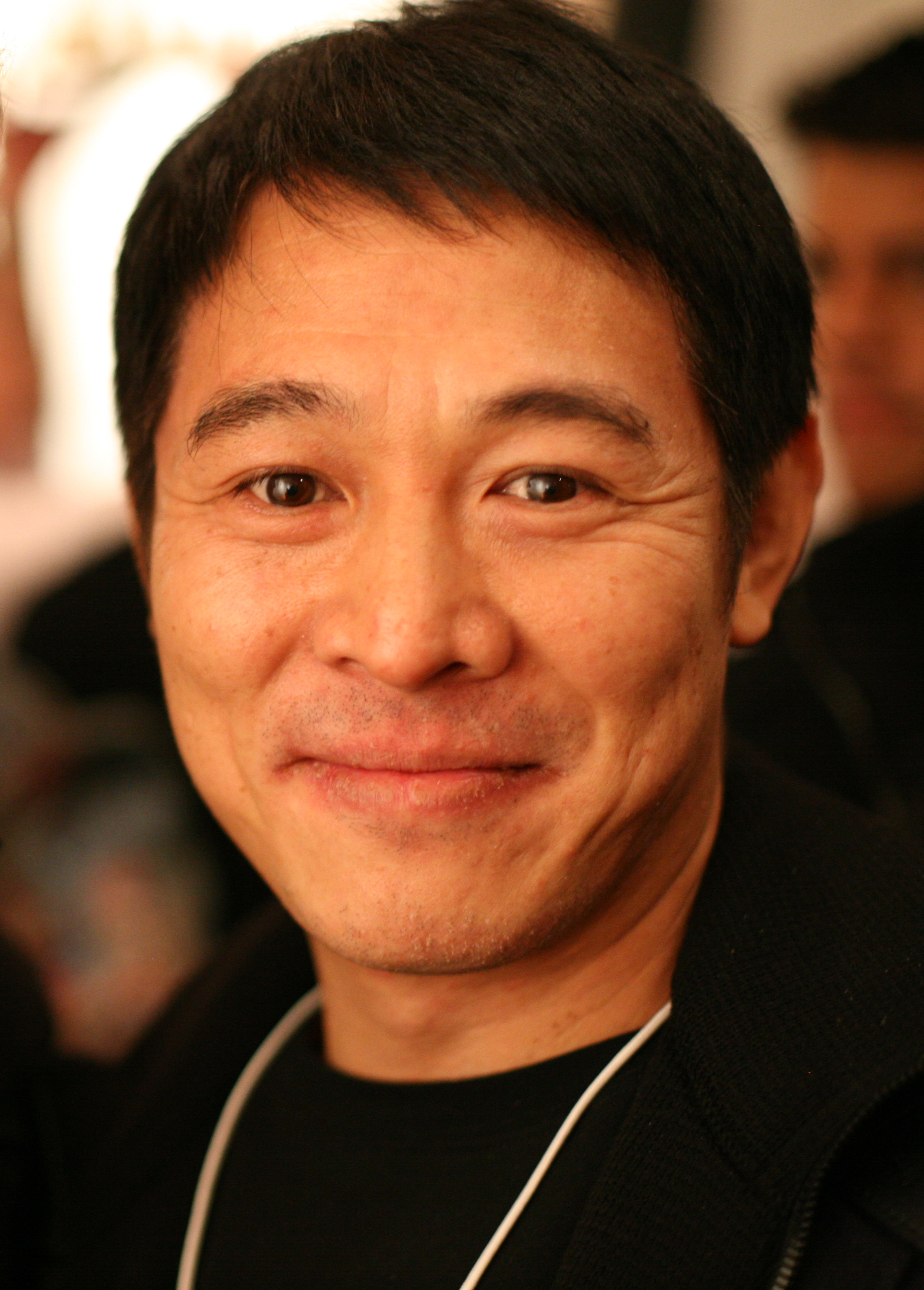
Jet Li

### Século XIX
- 1872 — Maria Amélia de Nápoles e Sicília (m. 1866).
- 1878 — Ethel Griffies, atriz inglesa (m. 1975).
- 1879 — Owen Willans Richardson, físico britânico (m. 1959).
- 1887 — Anna Petronella van Heerden, médica e sufragista africânder (m. 1975).
- 1889
  - Anita Loos, escritora norte-americana (m. 1981).
  - Ludwig Wittgenstein, filósofo austríaco (m. 1951).
- 1894 — Rudolf Hess, político alemão (m. 1987).
- 1900 — Charles Francis Richter, físico estadunidense (m. 1985).

### Século XX e XXI

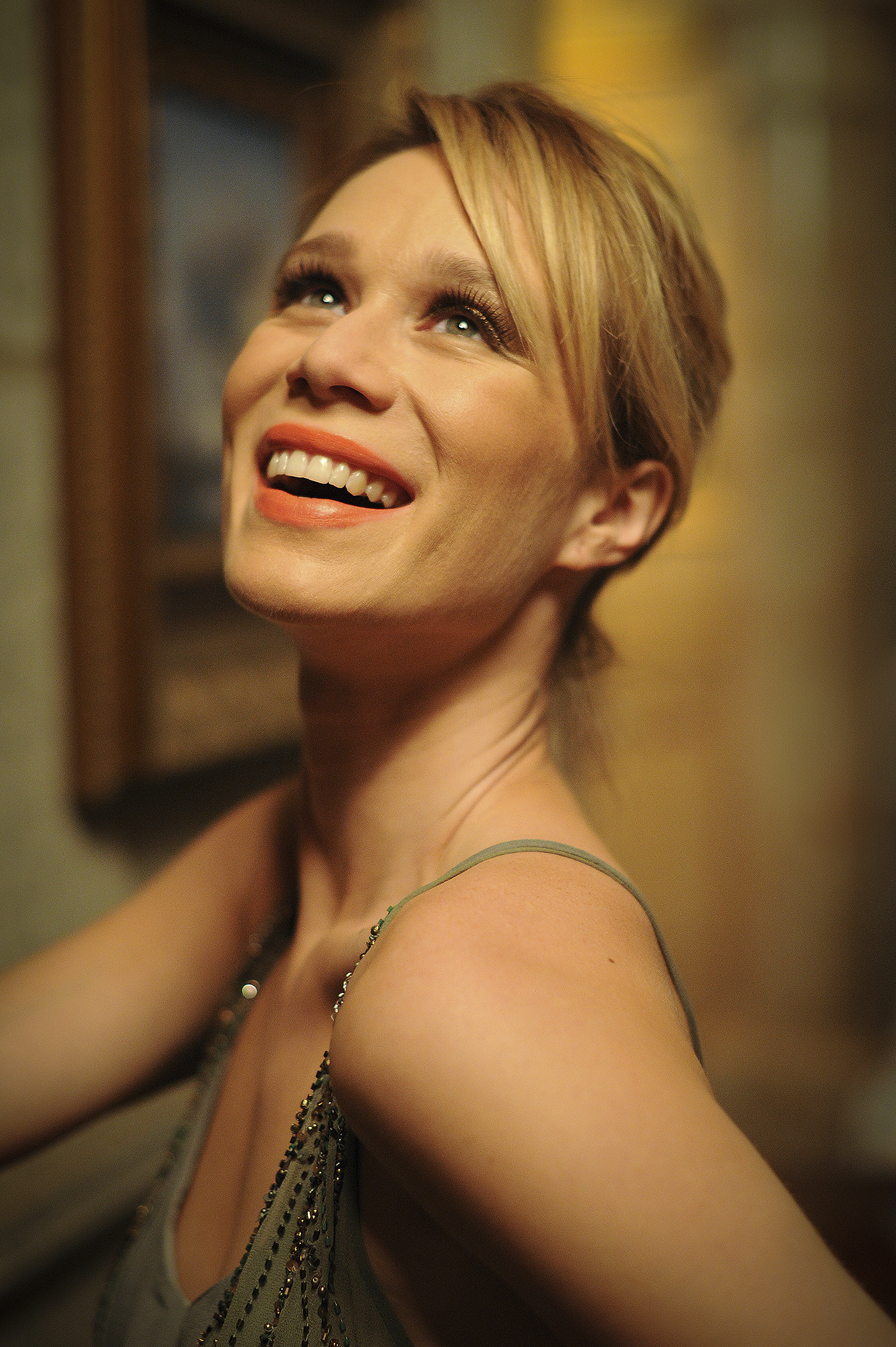
Mariana Ximenes

#### 1901–1950
- 1917 — Ieoh Ming Pei, arquiteto chinês (m. 2019).
- 1921 — François Picard, automobilista francês (m. 1996).
- 1924 — Gyula Kosice, escultor, poeta e artista plástico tcheco (m. 2016).
- 1932
  - Francis Lai, compositor francês (m. 2018).
  - Mário Tupinambá, humorista brasileiro (m. 2010).
  - Agildo Ribeiro, ator e humorista brasileiro (m. 2018).
- 1933 — Arno Allan Penzias, físico alemão (m. 2024).
- 1936 — Zubin Mehta, maestro indiano.
- 1937
  - Manga, ex-futebolista brasileiro (m. 2025).
  - Jean-Pierre Beltoise, automobilista francês (m. 2015).
  - Gus Hutchison, automobilista estadunidense.
- 1940 — Giorgio Moroder, produtor musical e compositor italiano.
- 1941 — Odete Santos, política portuguesa (m. 2023).
- 1947 — Donna de Varona, ex-nadadora norte-americana.
- 1949 — Carlos Bianchi, treinador argentino de futebol.

#### 1951–2000
- 1954 — Walmor Oliveira de Azevedo, bispo brasileiro.
- 1955 — Rondinelli, ex-futebolista brasileiro.
- 1958
  - John Crichton-Stuart, 7.º Marquês de Bute, automobilista britânico (m. 2021).
  - Giancarlo Esposito, ator norte-americano.
- 1960 — Roger Andrew Taylor, músico britânico.
- 1961 — Silval Barbosa, político brasileiro.
- 1962
  - Héctor Enrique, ex-futebolista argentino.
- 1963
  - Alexei Bueno, poeta brasileiro.
  - Jet Li, ator chinês.
- 1967 — Kane, lutador estadunidense.
- 1969 — Geoff Boss, automobilista estadunidense.
- 1970 — Melania Trump, primeira-dama dos Estados Unidos.
- 1972 — Kiko Narváez, ex-futebolista espanhol.
- 1973 — Lee Woon-jae, futebolista sul-coreano.
- 1974
  - Ivana Miličević, atriz croata-americana.
  - Werner Eschauer, tenista austríaco.
- 1975
  - Wellington Cirino, automobilista brasileiro.
  - Joey Jordison, músico, compositor e produtor musical estadunidense (m. 2021).
- 1977
  - Tom Welling, ator estadunidense.
  - Raphaël Wicky, ex-futebolista suíço.
  - Jason Earles, ator estadunidense
- 1978
  - Elson Becerra, futebolista colombiano (m. 2006).
  - Stana Katic, atriz canadense.
- 1980
  - Jordana Brewster, atriz estadunidense.
  - Channing Tatum, ator e dançarino estadunidense.
- 1981
  - Diogo Nogueira, cantor brasileiro.
  - Mariana Ximenes, atriz brasileira.
- 1983 — Pechito López, automobilista argentino.
- 1985 — John Isner, tenista estadunidense.
- 1986
  - Lior Refaelov, jogador de futebol israelense.
  - Shannon Collis, atriz norte-americana.
- 1987 — Jarmila Wolfe, tenista eslovaca-australiana.
- 1988
  - Macarena García, atriz e cantora espanhola.
  - Bakary Sako, futebolista malinês.
- 1989
  - Daesung, cantor, ator e apresentador de televisão sul-coreano.
  - Luke Bracey, ator australiano.
- 1990 — Jonathan dos Santos, futebolista mexicano.
- 1991 — Isabella Laughland, atriz inglesa.
- 1993 — Amir Abedzadeh, futebolista iraniano.
- 1994 — Odisseas Vlachodimos, futebolista grego.
- 1995 — Daniel Padilla, ator e cantor filipino.
- 1997
  - Moritz Wagner, jogador de basquete alemão.
  - Jhegson Méndez, futebolista equatoriano.
- 1999 — Keara Graves, atriz canadense.

### Século XXI
- 2001 — Thiago Almada, futebolista argentino.
- 2006 — Kamila Valieva, patinadora artística russa.

## Mortes

### Anterior ao século XIX
- 0757 — Papa Estêvão II (n. 715).
- 0896 — Papa Bonifácio VI (n. 845).
- 1118 — Arnulfo de Rohes, primeiro patriarca latino de Jerusalém (n. ?).
- 1192 — Imperador Go-Shirakawa (n. 1127).
- 1476 — Simonetta Vespúcio, modelo italiana (n. 1453).
- 1478 — Juliano de Médici, mecenas italiano (n. 1453).
- 1660 — Fernando de Almeida, compositor português (n. 1603/04).
- 1686 — Magnus Gabriel De la Gardie, conde e militar sueco (n. 1622).

### Século XIX
- 1863 — João Francisco Lisboa, político, escritor e jornalista brasileiro (n. 1812).
- 1865 — John Wilkes Booth, ator norte-americano (n. 1838).
- 1881 — Ludwig von der Tann-Rathsamhausen, general alemão (n. 1815).

### Século XX
- 1916 — Mário de Sá-Carneiro, escritor português (n. 1890).
- 1920 — Srinivasa Ramanujan, matemático indiano (n. 1887)
- 1938 — Edmund Husserl, filósofo austríaco (n. 1859).
- 1951 — Arnold Sommerfeld, físico alemão (n. 1868).
- 1969 — Morihei Ueshiba, mestre de artes marciais japonês (n. 1883).
- 1973 — Irene Ryan, atriz e comediante norte-americana (n. 1902).
- 1981 — Jim Davis, ator norte-americano (n. 1909).
- 1984 — Count Basie, músico e compositor norte-americano (n. 1904).
- 1988 — Valeri Legasov, químico soviético (n. 1936).
- 1989 — Lucille Ball, atriz e comediante norte-americana (n. 1911).
- 1997 — Peng Zhen, político chinês (n. 1902).

### Século XXI
- 2002 — Tore Svensson, futebolista sueco (n. 1927).
- 2005 — Augusto Roa Bastos, escritor paraguaio (n. 1917).
- 2007 — Florea Dumitrache, futebolista romeno (n. 1948).
- 2009 — Danny Kladis, automobilista norte-americano (n. 1917).
- 2017
  - Jonathan Demme, cineasta estadunidense (n. 1944).
  - Carlos Chagas, advogado, escritor, professor e jornalista brasileiro (n. 1937).
- 2024
  - Anderson Leonardo, cantor, compositor e instrumentista brasileiro (n. 1972).
  - José Santa Cruz, ator e dublador brasileiro (n.1929).

## Feriados e eventos cíclicos

### Brasil
- Dia do Goleiro
- Dia Nacional da Prevenção e Combate à Hipertensão Arterial

### Angola
- Aniversário da província de Luanda

### Portugal
- Feriado Municipal de Belmonte.

### Internacional
- Dia da Visibilidade Lésbica[5][6]

### Cristianismo
- Estêvão de Perm
- Pascásio Radberto
- Papa Anacleto
- Papa Marcelino
- Pedro de Rates
- Rafael Arnaiz Barón

## Outros calendários
- No calendário romano era o 6.º dia (VI) antes das calendas de maio.
- No calendário litúrgico tem a letra dominical D para o dia da semana.
- No calendário gregoriano a epacta do dia é iii.